# Мангеттенхендж

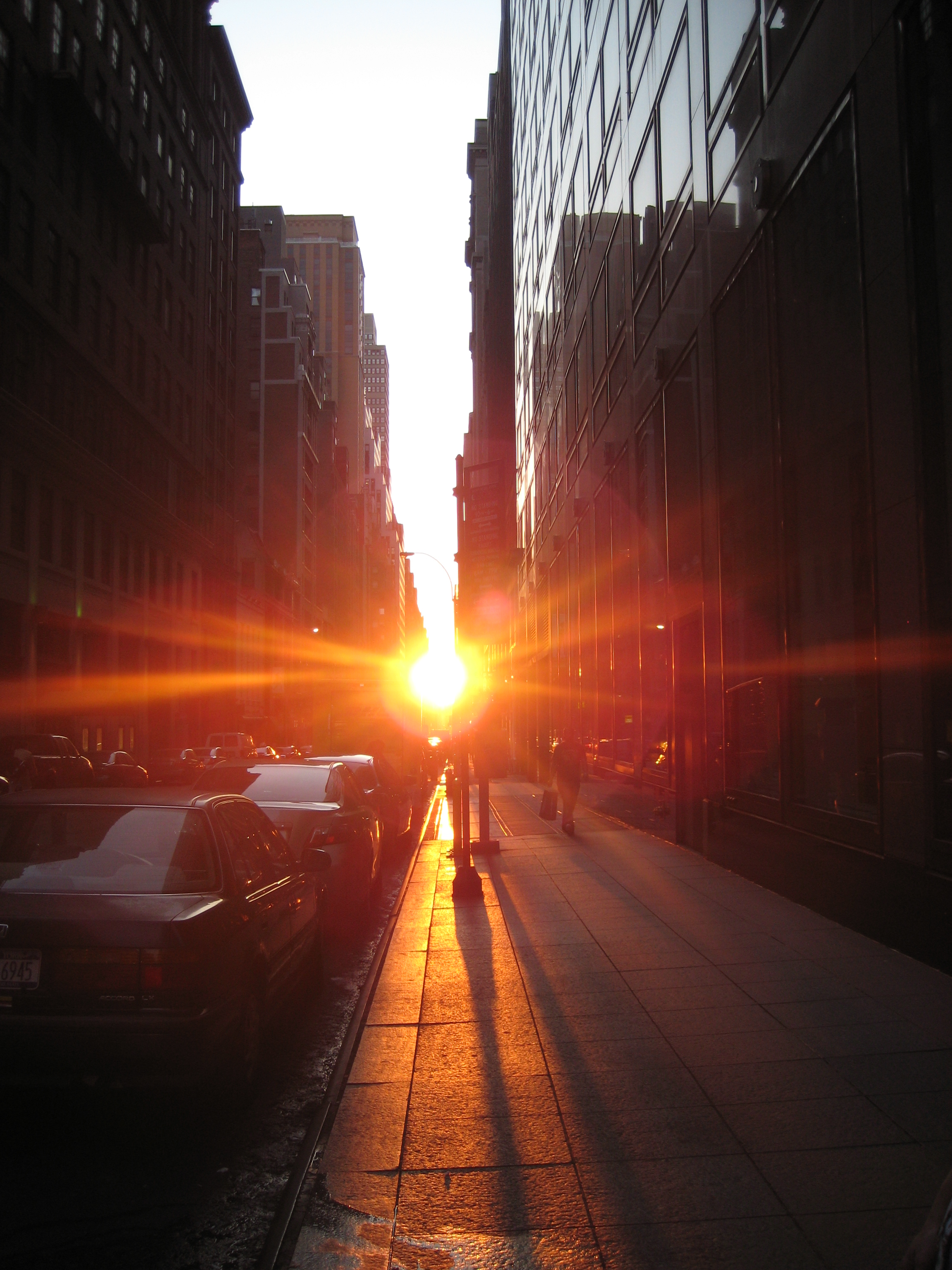
Мангеттенхендж на рівні 42-ї вулиці

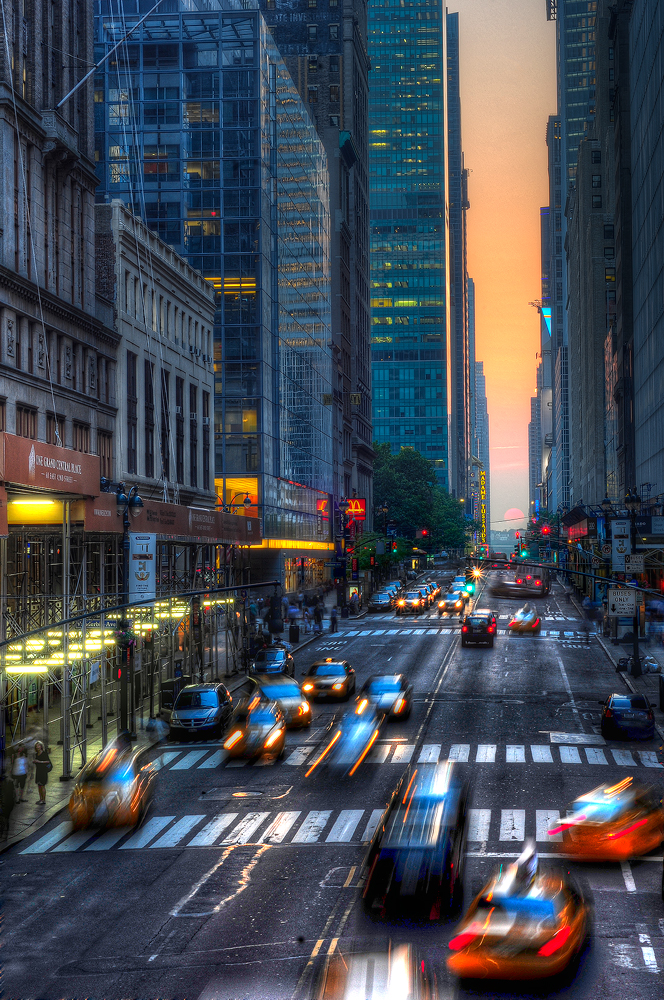
Мангеттенхендж у травні 2011 року

Мангеттенхе́ндж (англ. Manhattanhenge) — термін, що позначає явище, яке відбувається на Мангеттені чотири рази на рік: в грудні, січні, травні та липні. Воно полягає в тому, що Сонце, яке сходить або заходить, доступне для спостереження з поперечних вулиць Мангеттена, паралельних до тих, що прокладені за генеральним планом боро.

## Короткий опис
Термін «мангеттенхендж» (за аналогією до Стоунхенджа) запровадив 2002 року науковець Ніл Тайсон. Ефект манхгеттенхенджа відбувається на паралельних вулицях, прокладених за генеральним планом Мангеттена. Ці вулиці перпендикулярно перетинають авеню, які прокладено під кутом 29° до меридіанів. Явище відбувається 28 або 29 травня та 12 або 13 липня (захід), а також приблизно 5 грудня та 8 січня (схід): за рівну кількість днів від сонцестоянь.
2012 року «літній» манхеттенхендж відбувся 29 травня о 20:17 та 12 липня о 20:25 за часом EST.

## Явище в инших містах
Схожі явища можна спостерігати й в інших містах із подібним плануванням вулиць: наприклад, у Балтиморі (12 та 25 березня і 18 та 29 вересня), Чикаго, Торонто та Монреалі.
У Чикаго призахідне сонце збігається з системою координат 20 березня і 25 вересня, це явище отримало назву «Чикагохендж» (Chicagohenge).
У Торонто призахідне сонце вишиковується в лінію вулиць зі сходу на захід 16 лютого і 25 жовтня — це явище тепер відоме як Торонтохендж (Torontohenge). У Монреалі щороку близько 12 червня з'являється Монреальський ансамбль.
Коли архітектори, які проектували центр міста Мілтон-Кінс у Великій Британії, виявили, що його головна вулиця майже обрамляє сонце, що сходить у День літнього сонця, і сонце, що заходить у День зимового сонця, вони проконсультувалися з Гринвіцькою обсерваторією, щоб отримати точний кут, необхідний на їхній широті, і переконали своїх інженерів змістити сітку доріг на кілька градусів.
У Кембриджі, штат Массачусетс, MIThenge відбувається приблизно 29 січня і 11 листопада, коли призахідне сонце можна побачити по всій довжині «Нескінченного коридору» в Массачусетському технологічному інституті.